# Kobieta cierpiąca na krwotok

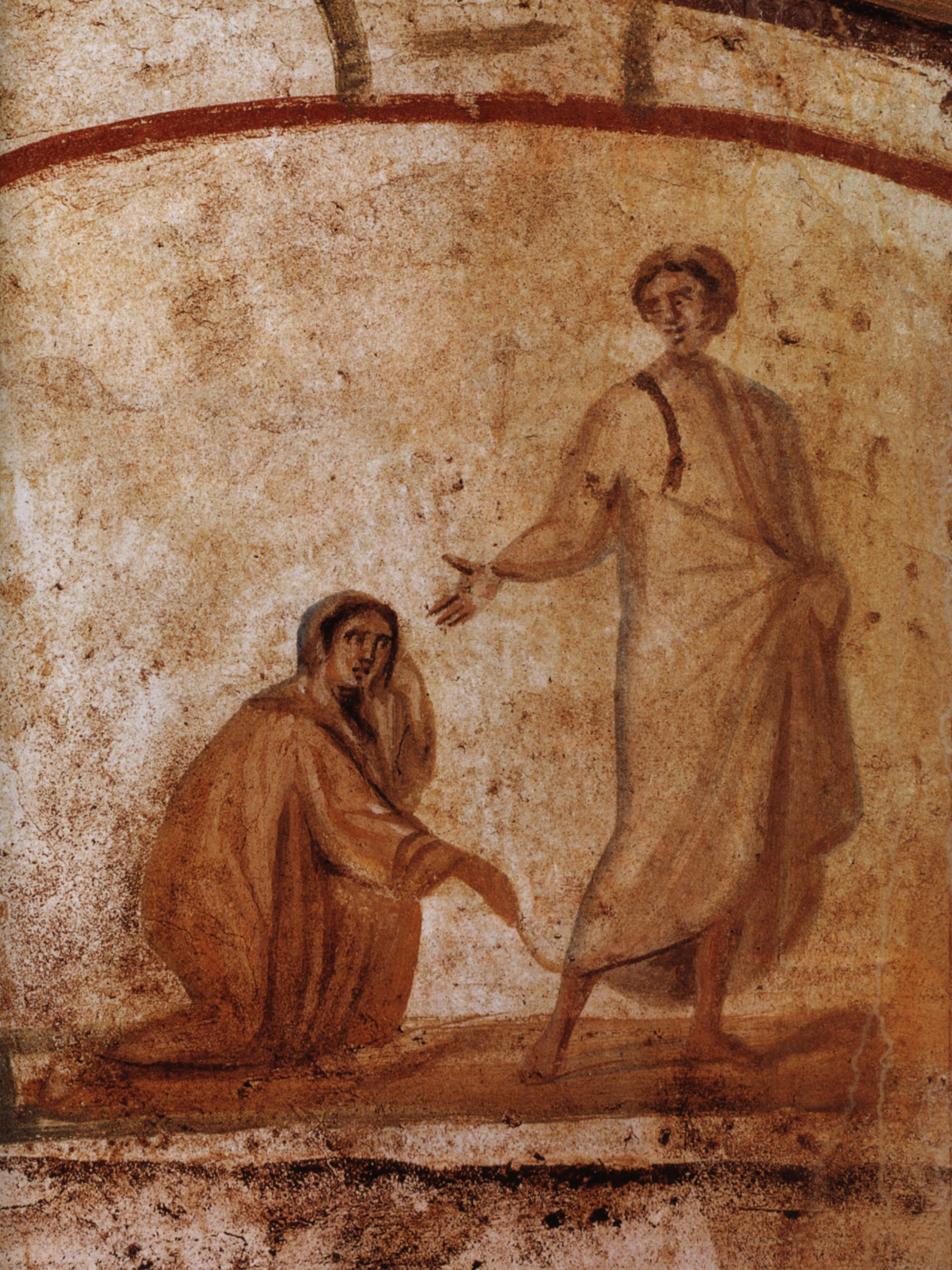
Kobieta cierpiąca na krwotok (fresk w katakumbie świętych Marka i Marcelina w Rzymie)

Kobieta cierpiąca na krwotok – nieznana z imienia kobieca postać biblijna (nowotestamentalna).

## Miejsca opisu
Kobieta opisywana jest w następujących ewangeliach:
- według św. Mateusza: 9:20-22,
- według św. Marka: 5:25-34,
- według św. Łukasza: 8:43-48.

## Charakterystyka
Opisywana postać od dwunastu lat (liczba symboliczna) cierpiała na niesprecyzowany w Biblii krwotok (prawdopodobnie dotyczący narządów płciowych). Leczyła się intensywnie, odwiedziła licznych lekarzy, przechodziła różnorakie terapie, ale wszystko to okazało się zawodne (korzystając z pomocy profesjonalnych lekarzy musiała zapewne należeć do zamożnych elit). Skończyły jej się pieniądze, ponieważ wszystkie wydała na leczenie. Stan jej nieustannie się pogarszał. Dowiedziała się o cudach czynionych przez Jezusa i gdy Chrystus zmierzał się w kierunku domu Jaira przedarła się przez tłum i dotknęła frędzli Jego płaszcza od tyłu. Powiedziała sobie: Jeśli tylko dotknę jego szaty, będę uzdrowiona. Już w momencie dotknięcia krwotok ustał, a kobieta poczuła się całkowicie zdrowa w ciele. Zrozumiała wówczas, że została wyleczona. Jezus w tym samym momencie poczuł dotyk i zapytał: Kto się Mnie dotknął?, gdyż uszła z Niego moc. Nikt nie odpowiedział na to pytanie. Zareagował tylko św. Piotr, który odpowiedział: Mistrzu, to tłumy zewsząd Cię otaczają i ściskają. Jezus jednak stwierdził: Ktoś się Mnie dotknął, bo poznałem, że moc wyszła ode Mnie. Rozglądał się wokoło i wtedy kobieta wystąpiła, drżąc ze strachu. Upadła do nóg Chrystusa, tłumacząc powody swojego zachowania. Wyznała też, że została uleczona. Jezus powiedział do niej (Łk): Córko, twoja wiara cię ocaliła, idź w pokoju (Mk: Córko, twoja wiara Cię ocaliła, idź w pokoju i bądź wolna od swej dolegliwości).

## Symbolika
Egzegeci zwracali uwagę na symboliczny charakter relacji św. Marka o uzdrowieniach, z których każda, w symboliczny sposób ujawniała wiedzę o przyjściu Królestwa Bożego. Prawdopodobnie w celu pozyskania pogańskich odbiorców przypowieść odwołuje się do znanych współczesnym bohaterów greckich i rzymskich mitów, przede wszystkim do Heraklesa i Odyseusza, przebywających w krainie zmarłych. Jezus na poziomie ziemskiego czasu i miejsca ma być ziemskim cudotwórcą, ale na poziomie zaświatów (Eschaton), dokonuje kosmicznego odnowienia. Uzdrowienie kobiety jest więc eschatologicznym symbolem zbawienia (dotyczy to również np. uzdrowienia, a właściwie wskrzeszenia córki Jaira). Uzdrowienie nie jest efektem dotknięcia szat Jezusa (element niemalże magiczny), ale wiary w Jezusa i Jego naukę. Możliwe, iż jest to przykład polemiki z popularnym w kulturze helleńskiej przekonaniem o mocy samego dotknięcia - istotnego elementu procesu uzdrawiania. Może być, że wiara kobiety z krwotokiem jest w zamyśle autora (św. Marka) kontrastowo zestawiona ze stosunkowo słabą wiarą dwunastu uczniów oraz niewiarą mieszkańców Nazaretu.  
Opowieść podkreśla władczość Jezusa nad siłami natury i Jego boskość (kobieta zresztą zwraca się do Chrystusa zwrotem κύριε, sugerującym nadprzyrodzoność). Wyeksponowana jest tu beznadziejność sytuacji w jakiej znalazła się kobieta i wyczerpanie wszelkich "ziemskich" środków zaradczych. Istotne jest użycie przez kobietę terminu σῴζω, który w Ewangelii św. Marka ma znaczenie uzdrawiać, ale i zbawiać. W tym kontekście można wysnuć przypuszczenie, że niewiedza Jezusa o tym, kto Go dotknął jest zamierzona. Chciał On aby kobieta ujawniła się sama, tak aby inni dowiedzieli się o jej silnej wierze. Ma ona być wzorem wiary dla osób słabych i wątpiących, w tym wzmocnieniem dla Jaira, którego córka umrze, nim Jezus do niej dotrze, by potem ją wskrzesić. Lęk kobiety zbliżającej się do Jezusa może być również jedną z manifestacji Jego boskości.  
Istotnym elementem przypowieści jest sam charakter przypadłości kobiety, a mianowicie krwotok, czyniący bohaterkę osobą nieczystą z punktu widzenia tradycji żydowskiej. Jezus jest w tym kontekście odważnym nonkonformistą, który nie zważając na niebezpieczeństwo "zaciągnięcia" nieczystości, przekracza ściśle przestrzegane granice rytuału w celu przywrócenia kobiecie czystości rytualnej i włączając ją do religijnej wspólnoty Izraela. 
W Ewangelii św. Marka opisy uzdrowień dotyczą wyłącznie mężczyzn (z wyjątkiem teściowej św. Piotra i córki Jaira). Istotny jest w tym przypadku temat bezpłodności. Krwawienie kobiety czyniło ją zapewne bezpłodną, co mogło być przyczyną rozwodu (mogła też być wdową). Krwawienie było przyczyną poważnego kryzysu materialnego opisywanej. To, że wydała wszystkie swe pieniądze świadczy o tym, że najpewniej była samotna. Jezus przywrócił jej możliwość bycia matką (dawania życia). W analizie symbolicznej to Izrael, po kontakcie z Jezusem, z bezpłodnej kobiety staje się płodną małżonką. Św. Marek mógł się tutaj odwołać do bardzo mocnego symbolizmu starotestamentalnego: obrazu owdowiałej, nieczystej i cierpiącej bóle menstruacyjne (odrażające dla Żydów), oblubienicy Boga, którą jest niewierny, nieposłuszny Izrael.  
Należy w tej przypowieści podkreślić pasywność Jezusa i aktywność kobiety. Jej wiara staje się sposobem otrzymania nowych możliwości w życiu. Jezus może zatem dać życie, jednak aby je otrzymać należy po nie samodzielnie sięgnąć, a zatem uwierzyć. 
Reasumując główna tematyka przypowieści to: 
- zbawczy efekt wiary kobiety prowadzący do uzdrowienia,
- boska tożsamości Jezusa
- czystość i nieczystość rytualna
- kobieta jako symbol Izraela,
- interakcja między przychodzącym w Jezusie Bogiem, a całym Jego ludem, Izraelem, który znalazł się w sytuacji granicznej[1].